# قاعده هشت‌تایی
قاعدهٔ هشت‌تایی یا اُکتِت یا او

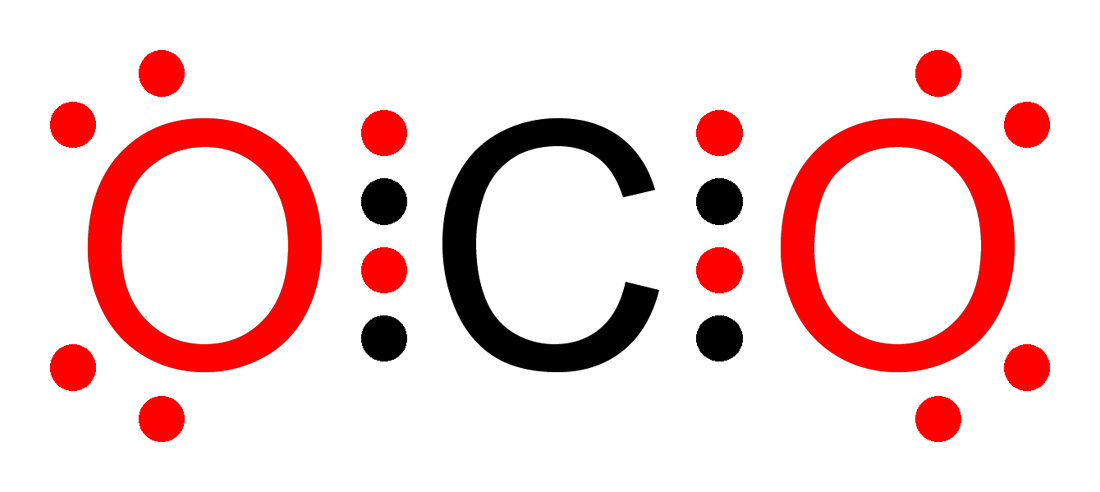
پیوند در دی‌اکسید کربن؛ دیده می‌شود که هر سه اتم پس از پیوند دارای ۸ الکترون در لایهٔ ظرفیت خود شده‌اند.

کتِت (به انگلیسی: octet) یک قاعدهٔ سرانگشتی شیمیایی است که بیان می‌کند اتم‌ها تمایل دارند ۸ الکترون در لایهٔ ظرفیت (آخرین لایهٔ الکترونیِ هر اتم) خود داشته باشند و به آرایش گازهای نجیب برسند.
اتم‌ها، برای رسیدن به آرایش گازهای نجیب، باید خود را به آرایش گازهای نجیب یعنی ns²np6 برسانند. به این قاعده، «قاعدهٔ هشت‌تایی» می‌گویند.
این پیوند در کتوب دبیرستان به طور گسترده تری به شرح مسائل می پردازد.اما به طور کلی همان قاعده ی هشت تایی الکترون ها است، که عناصر(چه فلزی و چه نافلزی)تمایل به آرایش ۸تایی شدن را دارند. به غیر از عناصری که به طور عمده روی کره زمین به صورت عنصری(آزاد)یافت می‌شوند. (استثنا:عناصرBa,Au,Pt)

## استثناها
اتم‌هایی مانند هیدروژن و لیتیم از قاعدهٔ دوتایی پیروی می‌کنند تا آرایش اتمیِ لایهٔ آخرشان مانند هلیوم شود.
رادیکال‌های آزاد، که شامل یک یا چند اتم‌اند، شمار فردی الکترون دارند.
فلزهای واسطه، به‌واسطهٔ وجود اوربیتالِ d، از قاعده ۱۸تایی پیروی می‌کنند.